# 托比亚斯·恩斯特伦
托比亚斯·恩斯特伦（瑞典語：Tobias Enström，1984年11月5日—），瑞典男子冰球运动员，场上位置是后卫。他曾代表瑞典国家队参加2010年冬季奥林匹克运动会冰球比赛，获得第5名。